# Deutsche Badmintonmeisterschaft 1969
Die Deutsche Badmintonmeisterschaft 1969 fand vom 5. bis zum 7. April 1969 in Bruchsal statt.

## Medaillengewinner
| Disziplin    | Gold                                                           | Silber                                                                   | Bronze                                                                 |
| ------------ | -------------------------------------------------------------- | ------------------------------------------------------------------------ | ---------------------------------------------------------------------- |
| Herreneinzel | Siegfried Betz (MTV München von 1879)                          | Horst Lösche (1. BV Mülheim)                                             | Torsten Winter (1. Wiesbadener BC)                                     |
| Herreneinzel | Siegfried Betz (MTV München von 1879)                          | Horst Lösche (1. BV Mülheim)                                             | Karl-Heinz Garbers (1. BV Mülheim)                                     |
| Dameneinzel  | Marieluise Wackerow (1. BC Beuel)                              | Karin aus dem Siepen (1. BV Mülheim)                                     | Anke Witten (MTV München von 1879)                                     |
| Dameneinzel  | Marieluise Wackerow (1. BC Beuel)                              | Karin aus dem Siepen (1. BV Mülheim)                                     | Gudrun Ziebold (1. BC Beuel)                                           |
| Herrendoppel | Gerhard Kucki (1. BV Mülheim) Horst Lösche (1. BV Mülheim)     | Roland Maywald (1. BC Beuel) Karl Weiland (1. BC Beuel)                  | Werner Dietz (SKV Büdesheim) Horst Kröll (TG Langendiebach)            |
| Herrendoppel | Gerhard Kucki (1. BV Mülheim) Horst Lösche (1. BV Mülheim)     | Roland Maywald (1. BC Beuel) Karl Weiland (1. BC Beuel)                  | Wend-Uwe Boeckh-Behrens (PSV Würzburg) Wolfgang Siedler (PSV Würzburg) |
| Damendoppel  | Marieluise Wackerow (1. BC Beuel) Gudrun Ziebold (1. BC Beuel) | Karin Dittberner (1. BV Mülheim) Karin aus dem Siepen (1. BV Mülheim)    | Anneli Hennen (VfB Lübeck) Ilse-Brigitte Riekhof (VfB Lübeck)          |
| Damendoppel  | Marieluise Wackerow (1. BC Beuel) Gudrun Ziebold (1. BC Beuel) | Karin Dittberner (1. BV Mülheim) Karin aus dem Siepen (1. BV Mülheim)    | Lore Hawig (Siegburger SV 04) Anke Witten (MTV München von 1879)       |
| Mixed        | Roland Maywald (1. BC Beuel) Karin Dittberner (1. BV Mülheim)  | Siegfried Betz (MTV München von 1879) Anke Witten (MTV München von 1879) | Heinz-Jürgen Fischer (1. BV Mülheim) Karin Schäfer (1. BV Mülheim)     |
| Mixed        | Roland Maywald (1. BC Beuel) Karin Dittberner (1. BV Mülheim)  | Siegfried Betz (MTV München von 1879) Anke Witten (MTV München von 1879) | Gerhard Kucki (1. BV Mülheim) Marieluise Wackerow (1. BC Beuel)        |